# جوزيف جيرارد
جوزيف جيرارد هو سياسي كندي، ولد في 2 أغسطس 1853 في كندا، وتوفي في 3 أبريل 1933 في كندا. حزبياً، نشط في حزب كندا المحافظ. وقد انتخب عضو الجمعية الوطنية في كيبك ‏ وانتخب عضو مجلس العموم الكندي.